# Раймбаут д'Ауренга
Раймбаут д'Ауренґа, Раймбаут д'Ауренґа або Раймбаут Оранський (окс. Raimbaut d'Aurenga) (*1147 — †1173) — граф Оранський, провансальський трубадур, сеньйор Ауренги й Кортенсона.

## Життєпис і творчість
Єдиний син Гійома д'Омеласа (Aumelas) та графині Оранжу Тібурги, доньки Рамбо (Раймбаута) ІІ, графа Оранського. Один з наймогутніших сеньйорів Провансу.
Писав у вишуканій манері, запозичуючи все найкраще з темного та легкого стилів. Твори Раймбаута Оранського відрізняються особливою віртуозністю та артистизмом. Для них характерні рідкісні рими і заплутана, ускладнена поетична форма. До нашого часу дійшло близько 40 пісень його авторства. З них цікавий партімен Раймбаута з Ґіраутом де Борнелем — це дебати на задану тему, в яких один захищає переваги «темного стилю», а другий (визнаний майстер саме «темного стилю») вихваляє «легкий» стиль куртуазної поезії, який, на думку його прихильника, вимагає не меншої майстерності. Цей партімен є однією з найдавніших пам'яток літературної полеміки. Вишукана кансона Раймбаута «Світла квітка перевернуть …» своїм особливим римуванням випереджає знамениту секстину Арнаута Даніеля.
На смерть Раймбаута ІІІ Оранського відомі два плачі: Ґіраута де Борнеля і жінки-трубадура Азалаїс де Поркайраґуес. 
Нащадків не залишив. Після його смерті пресіклась перша династія правителів Оранських. Його шурин Бернард І успадкував володіння, а графство Оранж було піднесено до князівства в 1163 році імператором Священної Римської імперії Фрідріхом I.